# Jeanne Moreau
Jeanne Moreau (n. 23 ianuarie 1928, Paris, Île-de-France, Franța – d. 31 iulie 2017, Paris, Métropole du Grand Paris, Franța) - (pronunție în franceză [ʒan mɔʁo] - a fost o actriță de scenă și film, scenaristă și regizoare franceză. 

## Biografie
Moreau și-a făcut debutul său teatral în 1947, remarcându-se rapid ca una din actrițele de frunte ale celebrei instituții teatrale  Comédie-Française.
Debutul său în film s-a produs în 1949, jucând la început în roluri secundare. După cățiva ani, a obținut statutul de actriță proeminentă a generație sale, fiind distribuită în roluri principale, de mari regizori. Astfel, se pot menționa filmele lui Louis Malle, Ascensor spre eșafod (1958), a lui Michelangelo Antonioni, Noaptea (1961) și a lui François Truffaut, Jules și Jim (1962). Deși anii săi cei mai prolifici în film au fost deceniul 1961-1970, Jeanne Moreau a continuat să apară în filme chiar și ca octagenară. Realizatorul de film Orson Welles a caracterizat-o ca fiind „cea mai mare actriță a lumii” (conform originalului, "the greatest actress in the world").
A obținut numeroase premii filmice. Printre cele mai prestigioase, în roluri principale, se numără și Premiul Cannes pentru cea mai bună actriță pentru rolul său din Moderato cantabile (1960, regizor Peter Brook, bazat pe romanul omonim, Moderato cantabile de Marguerite Duras), Premiul BAFTA pentru cea mai bună actriță pentru rolul său din Viva Maria! (1965, co-scenarist și regizor Louis Malle) și César pentru cea mai bună actriță pentru rolul din Doamna în vârstă care mergea în mare (1992, regia Laurent Heynemann, bazat pe romanul omonim al lui Frédéric Dard). Jeanne Moreau a primit, de asemenea, o serie de realizări pentru întreaga sa carieră, așa cum sunt: un premiu BAFTA - BAFTA Fellowship, în 1996, un alt Premiu Cannes, Cannes Golden Palm, în 2003, și un alt Premiu César în 2008.

## Filmografie selectivă
- 1954 Regina Margot (La Reine Margot), regia Jean Dréville
- 1958 Ascensor pentru eșafod (Ascenseur pour l'échafaud), regia Louis Malle
- 1959 Legături periculoase (Les Liaisons dangereuses), regia Roger Vadim
- 1959 Cele patru sute de lovituri (Les quatre cents coups), regia François Truffaut
- 1960 Dialogul carmelitelor (Le dialogue des Carmélites), regia Philippe Agostini
- 1962 Procesul, regia Orson Welles
- 1962 Jules și Jim (Jules et Jim), regia François Truffaut
- 1964 Trenul (1964), regia John Frankenheimer
- 1964 Jurnalul unei cameriste (Le journal d'une femme de chambre), regia Luis Buñuel
- 1964 Rolls Royce-ul galben (The Yellow Rolls-Royce), regia Anthony Asquith
- 1965 Falstaff (Campanadas a medianoche), regia Orson Welles
- 1965 Viva Maria!
- 1981 O mie de miliarde de dolari - Mille milliards de dollars de Henri Verneuil
- 2012 O doamnă la Paris (Une Estonienne à Paris)